# 이머지
이머지(emerge)는 젠투 리눅스의 포티지라고 하는 패키지 관리 시스템의 심장인 명령줄 도구이다. 명령은 꽤 복잡하고 옵션과 수식어가 많다. 파이썬으로 작성되었다. 이머지 도구는 포티지를 명령줄에서 접근할 수 있는 가장 중요한 유틸리티이다.
프로그램은 계산하고 의존성을 관리하고, 이빌드를 실행하고 로컬 포티지 트리와 설치된 패키지의 데이터베이스를 보존한다. 이빌드에서 설정한 컴파일 설정은 CFLAGS 환경 변수를 통하여 변경가능하다. 이것은 각자의 컴퓨터에 세부적인 설정을 하여 사용자의 욕구에 따라서 최적화가 가능하다. 이머지 유틸리티는 샌드박스(모래상자) 환경에 있는 이빌드를 실행한다. 이런 방법을 쓰기 때문에 이빌드에 의해 실행된 소프트웨어로부터 시스템이 보호되고, 성공적으로 생성된 바이너리가 샌드박스에 잘 설치된 후에 본 시스템으로 합쳐진다.
이머지가 의존 패키지로 무엇을 설치하는지는 USE 플래그 설정에 영향을 받는다. 어떤 선택 가능한 기능이 포함될 것인지를 응용 프로그램을 설치하거나 업그레이드 할 때 결정한다. 이머지 명령은 바이너리 파일을 다운로드하고 설치하는데도 사용된다. 바이너리 패키지를 설치하는 것은 보통 적용할 수 있는 컴파일타임의 최적화 옵션을 쓰지 않기 때문에 포티지의 완전한 위력을 쓰는 것이 아니라고 하는 사람들도 있다.